# Арбан (Рона-Алпи, Ен)
Арбан (фр. Arbent) насеље је и општина у источној Француској у региону Рона-Алпи, у департману Ен (Рона-Алпи) која припада префектури Нантија.
По подацима из 2011. године у општини је живело 3458 становника, а густина насељености је износила 147,21 становника/km². Општина се простире на површини од 23,49 km². Налази се на средњој надморској висини од 535 метара (максималној 1.100 m, а минималној 435 m).

## Демографија
| 1962. | 1968. | 1975. | 1982. | 1990. | 1999. | 2011. |
| ----- | ----- | ----- | ----- | ----- | ----- | ----- |
| 1.035 | 1.255 | 1.400 | 2.766 | 3.369 | 3.610 | 3.458 |

График промене броја становника у току последњих година